# ابراهیم‌آباد (گاریزات)
ابراهیم‌آباد روستایی در دهستان گاریزات بخش گاریزات شهرستان تفت استان یزد ایران است.

## جمعیت
بر پایه سرشماری عمومی نفوس و مسکن در سال ۱۳۹۵ جمعیت این روستا ۶۱ نفر (۱۸خانوار) بوده‌است.